# 피우지
피우지(이탈리아어: Fiuggi)는 이탈리아 라치오주 프로시노네도에 위치한 코무네다. 피우지는 이곳의 샘과 산에서 나는 아콰 디 피우지(Acqua di Fiuggi, 피우지 물)로 유명하다. 이탈리아에서 14세기 이래로 이 물을 사용해왔고 천연 치료 성분이 있는 것으로 유명하였다.

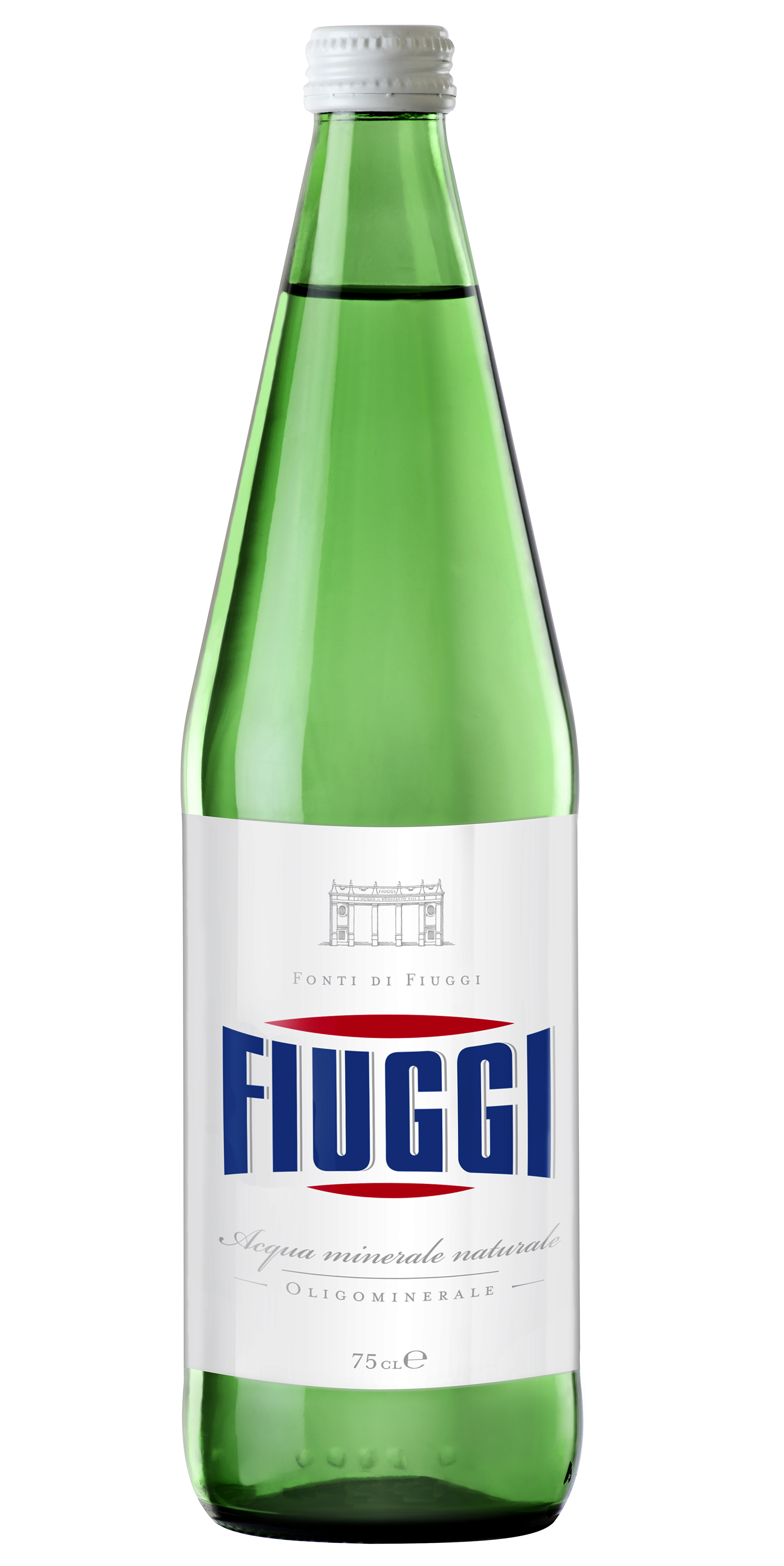
피우지 물

## 치료 성분
아콰 디 피우지는 이탈리아내 역사속에서도 잘 알려졌고 다양한 치료 성분들을 지녔다. 이 물은 이탈리아에서 많은 레스토랑과 모든 대형 슈퍼마켓에서도 공급이 되고 있다.

## 자매 도시
- 독일 헬름슈테트
- 도미니카 공화국 산토도밍고
- 카보베르데 타하팔드상니콜라우
- 이탈리아 카니스트로